# 创艺电影
创艺电影是一家位于新加坡的电影制作和发行公司。主要在新加坡、马来西亚、印度尼西亚、越南、汶莱、香港和台湾发行日语和其他亚洲电影。该公司发行的电影包括《死亡笔记》电影系列、《空中营救》、《功夫之王》，《天将雄师》、《寒战》和《寒戰II》、《进击的巨人》前后两篇，以及吉卜力工作室的《悬崖上的金鱼公主》和《起风了》。在2016年，该公司制作并发行了其第一部作品《最佳伙扮》。

## 历史
该公司由新加坡导演兼制片人李慧娴于2003年成立，旨在“为东南亚地区的观众带来高质量的电影”。

## 电影发行
《死亡笔记》系列电影，其中包括《死亡筆記本》，《死亡筆記本：決勝時刻》，外传电影《L：最終的23日》，《死亡筆記本：決戰新世界》，在过去的10年，一直是日本电影在新加坡票房的纪录保持者。这四部电影的票房总和超过550万新元，并继续成为新加坡排名第一的日本电影系列。
在2015年，《天将雄师》和《进击的巨人》均被评为新加坡十大亚洲电影之一，票房分别为260万新元和82万新元。
天将雄师的主演成龙，约翰·库萨克，阿德里安·布洛迪，崔始源，林鹏，王若心在2015年2月前往新加坡参加电影新闻发布会和首映礼。
在2016年，《寒戰II》被评为新加坡十大亚洲电影之一，票房收入达210万新元。2016年7月，寒戰II的主演周润发，郭富城，彭于晏在滨海湾金沙参加新闻发布会，首映礼。这部电影在首映的周末票房中位居第一，并且是《寒战1》电影票房的二倍。
该公司发行了新海诚的电影《你的名字》。并于2017年1月在越南上映，成为该国第一部日本电影。
2018年, 該公司首次在香港發行荷里活電影-《血祭哈囉喂》，是該公司在以往發行亞洲電影之中，首部非亞洲電影 （荷里活電影）於該公司發行, 該電影則於2018年10月18日以三級片（不經刪減版）形式正式獨家在香港上映。
| 排序 | 电影名                 | 年份 | 票房总额 (新加坡元) |
| ---- | ---------------------- | ---- | ------------------- |
| 1    | 功夫之王               | 2008 | 3,350,000           |
| 2    | 天将雄师               | 2015 | 2,587,457           |
| 3    | 寒戰II                 | 2016 | 2,062,210           |
| 4    | 死亡筆記本：決勝時刻   | 2006 | 1,750,000           |
| 5    | 死亡筆記本             | 2006 | 1,420,000           |
| 6    | 關雲長                 | 2011 | 1,330,000           |
| 7    | 最佳伙扮               | 2016 | 1,316,206           |
| 8    | L：最終的23日          | 2008 | 1,280,000           |
| 9    | 倩女幽魂               | 2011 | 970,658             |
| 10   | 寒战1                  | 2012 | 919,998             |
| 11   | 死亡筆記本：決戰新世界 | 2016 | 852,473             |
| 12   | 女高怪談3：狐狸階梯    | 2003 | 840,000             |
| 13   | 进击的巨人             | 2015 | 821,485             |
| 14   | 无极                   | 2005 | 718,000             |
| 15   | 封神传奇               | 2016 | 713,257             |
| 16   | 整编特工               | 2010 | 683,050             |
| 17   | 太極旗飄揚             | 2004 | 580,000             |
| 18   | 特工强档               | 2009 | 553,417             |
| 19   | 血滴子                 | 2012 | 532,894             |
| 20   | 四大名捕               | 2012 | 530,766             |
| 21   | 艋舺                   | 2010 | 458,975             |
| 22   | 陀地驅魔人             | 2015 | 435,786             |
| 23   | 悬崖上的金鱼公主       | 2009 | 428,501             |
| 24   | 咒怨3                  | 2014 | 402,280             |
| 25   | 进击的巨人2            | 2015 | 393,568             |

## 电影制作
CEO李慧娴作为制作人之一，并且由馮偉衷，陈伟恩，朱主爱，葛米星，权怡凤，程旭辉，徐鸣杰等出演的耗资150万美元的该公司的第一部电影《最佳伙扮》，于2016年5月6日在新加坡上映。这是一部关于描述三个青少年景天,紫甯和郝仁的成长故事。它在新加坡的票房收入超过了130万新元，是在当地票房达到100万新元的四部新加坡电影之一。并且也是2016年新加坡十大亚洲电影之一。并于之后再马来西亚，印度尼西亚和越南上映。

## 外部連結
- 官方网站
- JoyceLee李慧娴的Facebook主页（页面存档备份，存于）